# Родченко, Валерий Александрович
Вале́рий Алекса́ндрович Ро́дченко (26 декабря 1938, Ленинград — 14 января 2015, Санкт-Петербург) — советский и российский кинорежиссёр, сценарист и педагог.

## Биография
С 1963 года работал на киностудии «Ленфильм».
В 1971 году был ассистентом режиссёра на съёмках картины «Ход белой королевы».
Окончил заочно актёрский факультет ЛГИТМиКа (1967) и факультет телевизионной режиссуры того же института (1976), в 1977 — Высшие курсы сценаристов и режиссёров.
С сентября 2005 по август 2014 года преподавал в Петербургском институте кино и телевидения (доцент кафедры режиссуры).
Возглавлял жюри V открытого областного фестиваля детско-юношеского аудиовизуального творчества «Наша надежда» (Луга, 2013), на котором провёл также мастер-класс режиссуры.
Умер 14 января 2015 года.

### Семья
Отец — Александр Андреевич Родченко (1912—1998); воевал на Ленинградском фронте, после ранения в голову заведовал военно-лекторским отделом Ленинградского Дома Красной Армии.

## Фильмография

### Актёр
| Год  |   | Название    | Роль   |
| ---- | - | ----------- | ------ |
| 1968 | ф | Интервенция | эпизод |

### Режиссёр
- 1978 — «Младший научный сотрудник»
- 1980 — «Два долгих гудка в тумане»
- 1983 — «Требуются мужчины»
- 1987 — «Необыкновенные приключения Карика и Вали»
- 1994 — «Полигон один»

### Сценарист
| Год  |   | Название     | Роль                     |
| ---- | - | ------------ | ------------------------ |
| 1994 | ф | Полигон один | Имя персонажа не указано |